# Histologi
Histologi (af histos - 'væv' på græsk og -logos - 'læren om') er læren om vævenes opbygning observeret ved forskellige mikroskopi-teknikker. I histologi arbejdes der med vævs cellulære opbygning og funktion; snarere handler det altså om vævets funktion frem for den individuelle celle.
Histologi kan også betegnes mikroskopisk anatomi, da faget beskæftiger sig med vævets opbygning, modsat makroskopisk anatomi, der beskæftiger sig med organismens overordnede anatomi.